# 棒凤仙花
棒凤仙花（学名：Impatiens claviger）是凤仙花科凤仙花属的植物。分布在越南以及中国大陆的广西、云南等地，生长于海拔1,000米至1,800米的地区，常生长在山谷疏林和密林下潮湿处，目前尚未由人工引种栽培。